# Камышовый баклан
Камышовый бакла́н (лат. Microcarbo africanus) — морская птица из семейства баклановых.

## Описание

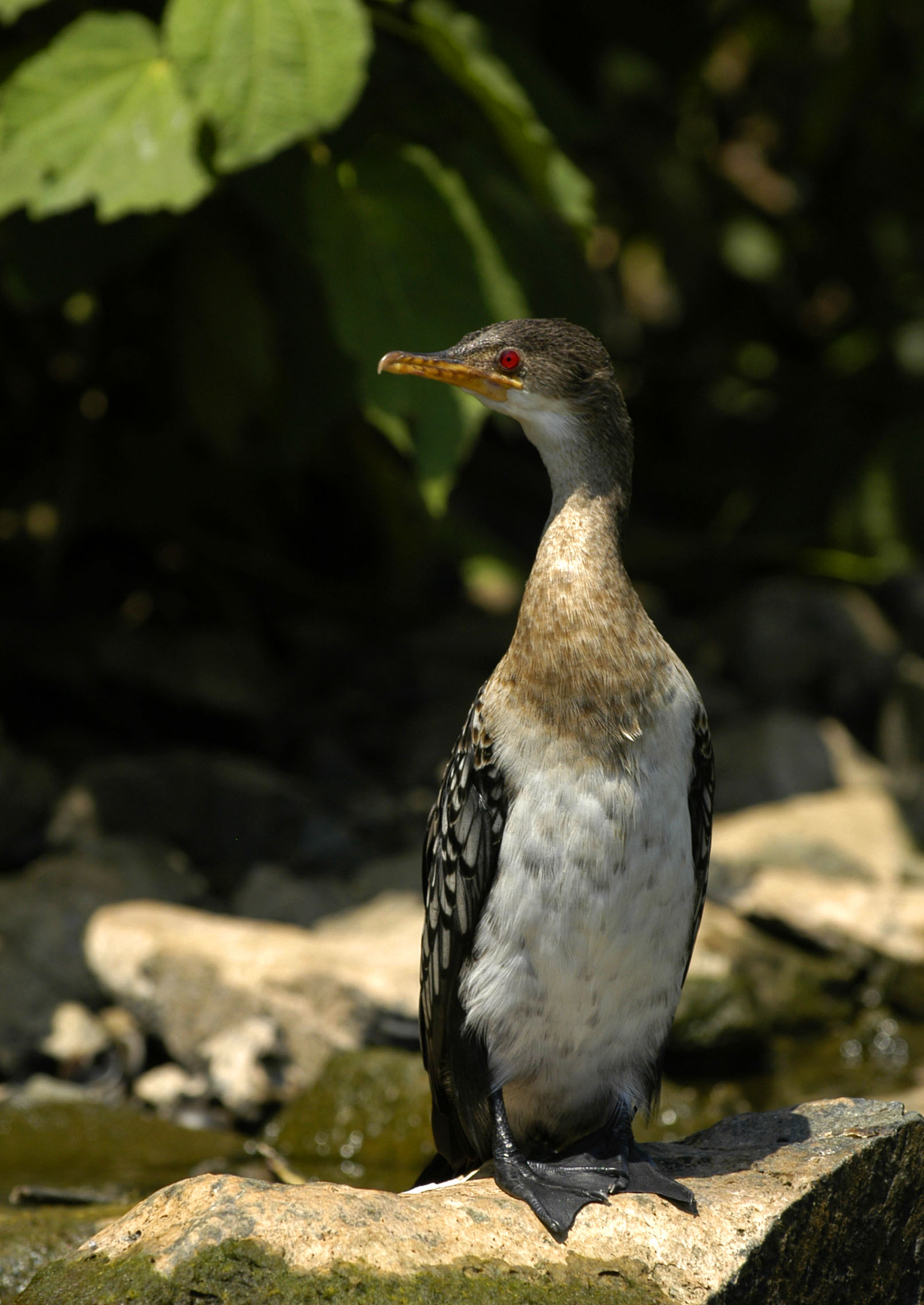
молодая птица

Камышовый баклан достигает длины от 50 до 55 см, размах крыльев составляет 85 см. Оперение преимущественно чёрное с зеленоватым отблеском в период гнездования. Кроющие крыльев серебристые. У птицы удлинённый хвост, короткий хохол и красноватая или желтоватая кожа лица.
Половой диморфизм не выражен. Не гнездящиеся взрослые и молодые птицы имеют коричневатую окраску.

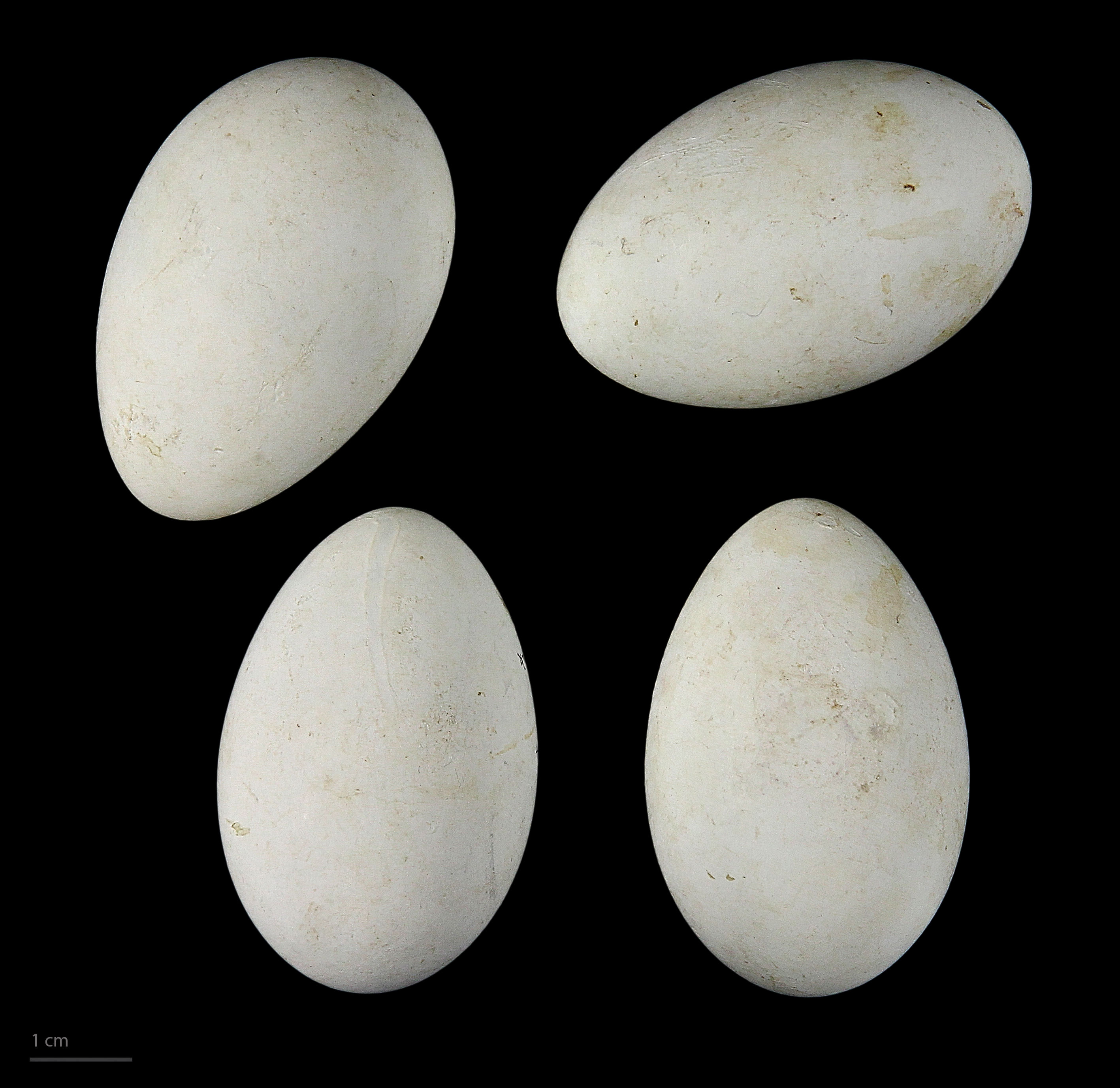
яйцо Microcarbo africanus - Тулузский музеум

## Распространение
Камышовый баклан широко распространён в Африке к югу от Сахары и на Мадагаскаре. Это оседлая птица, совершающая сезонные миграции.

## Питание
Камышовый баклан может нырять на значительную глубину, однако, обычно предпочитает искать добычу на мелководье. Питается различными видами рыб.

## Размножение
Птица гнездится на заливных лугах или на спокойном побережье. Самка откладывает в гнездо на земле или на дереве от 2-х до 4-х яиц.